# فرد شيري
فرد شيري (بالإنجليزية: Fred Sherry)‏ هو عازف تشيلو أمريكي، ولد في 1948 في بيكسكيل في الولايات المتحدة.

## وصلات خارجية
- فرد شيري على موقع ميوزك برينز (الإنجليزية)
- فرد شيري على موقع أول ميوزيك (الإنجليزية)
- فرد شيري على موقع ديسكوغز (الإنجليزية)